# Diestota parva
Diestota parva är en skalbaggsart som beskrevs av Sharp 1880. Diestota parva ingår i släktet Diestota och familjen kortvingar. Inga underarter finns listade i Catalogue of Life.